# Lasiocala simoensi
Lasiocala simoensi är en skalbaggsart som beskrevs av Soula 2006. Lasiocala simoensi ingår i släktet Lasiocala och familjen Rutelidae. Inga underarter finns listade i Catalogue of Life.